# Kraški rob
Kraški rob označuje pokrajino, kjer se kraška planota s strmim, tektonsko večkrat pretrganim robom, prevesi v flišno pokrajino Istre. To pokrajino poznamo tudi pod imenom Breg oz. Bržanija in predstavlja pravo geološko, geomorfološko in podnebno mejo.
Skok med apnenčasto planoto in flišem se začenja že nad Trstom, čeprav za pravi začetek kraškega roba lahko štejemo sedlo Kluč pri Katinari na robu tržaške okolice. Od tu dalje se običajno začenja Istra, torej se kraški rob vije od zgoraj omenjenega sedla do Socerba ob slovensko-italijanski meji, od tu se razteza v okoli 20 kilometrov dolgem in 2,5 do 5 kilometrov širokem pasu vse do Mlinov ob slovensko-hrvaški meji. 
V teku dvajsetega stoletja se je za del kraškega roba, ki se nahaja v Pokrajini Trst udomačilo ime Breg, medtem ko je slovenski del pokrajine znan enostavno kot Kraški rob oz. Bržanija, čeprav je tudi v tem delu v uporabi ime Breg.

## Geologija in geomorfologija
Pritisk afriške tektonske plošče na evropsko ploščo, ki je povzročil tudi dviganje Alp, je iz morja dvignil tudi današnje območje Kraškega roba. Zaradi pritiskov so se kamninske plasti gubale, se lomile in se marsikje naložile druga na drugo. Starejši apnenci zato marsikje ležijo na pozneje odloženih flišnih plasteh. Ker fliš prepereva hitreje kot apnenec, ga je voda na dvignjenih območjih izprala. Tam, kjer se apnenec kruši, nastajajo gola melišča, drugje pa spodmoli in previsi, ponekod pa naravni mostovi.

## Naravoslovje
Na slovenski strani je evidentiranih 47 strmih kamnitih sten v skupni dolžini 51 kilometrov, na ostenja pa se vežejo še druge drobne reliefne oblike kot so udori, spodmoli, škrapljišča, skalni podori, jame. Stene so geološko zanimive zaradi luskaste zgradbe, ki je edinstvena v Sloveniji. 
Črnikalska stopnja je zgrajena iz foraminifernega apnenca iz zgornjega paleocena in spodnjega eocena. Del roba od Kubeda do Movraža je sestavljen iz zgomjepaleocenskega, spodnjeeocenskega in alveolinskega apnenca. V spodnjem delu strmih apnenčevih sten so pogoste polkrožne vdolbine na večjih razdaljah, nastale predvsem zaradi kemičnega delovanja vode, deloma tudi zaradi fizikalnega preperevanja.
Kraški rob združuje tudi favno in floro obeh pokrajin, ki jih razdeljuje. Tu so našli 1688 živalskih vrst, med njimi veliko število ogroženih. Ob 28 endemitskih vrstah pa so našli tudi 10 za znanost novih vrst. Flora je zelo bogata po fitogeografski razdelitvi Slovenije spada v njen submediteranski del.

## Galerija
- Naravni most pri Sočergi
- Kraški spodmoli
- Spodmol Velega Badina

## Arhitektura
Zaradi svoje v pokrajino vpete urbanistične zasnove in s tradicionalnim stavbarstvom bogate arhitekture so naselja Črni Kal, Črnotiče, Gračišče, Hrastovlje, Kubed, Podpeč in Socerb razglašena za kulturne spomenike. V teh vaseh lahko opazimo ob starodavnih visokokakovostnih objektih tudi objekte "breškega tipa" istrske arhitekture iz 19. in 20. stoletja, ki po barvah, okrasih in obliki iščejo povezavo z bogatimi meščanskimi hišami v Trstu.